# Commanderij van Gruitrode

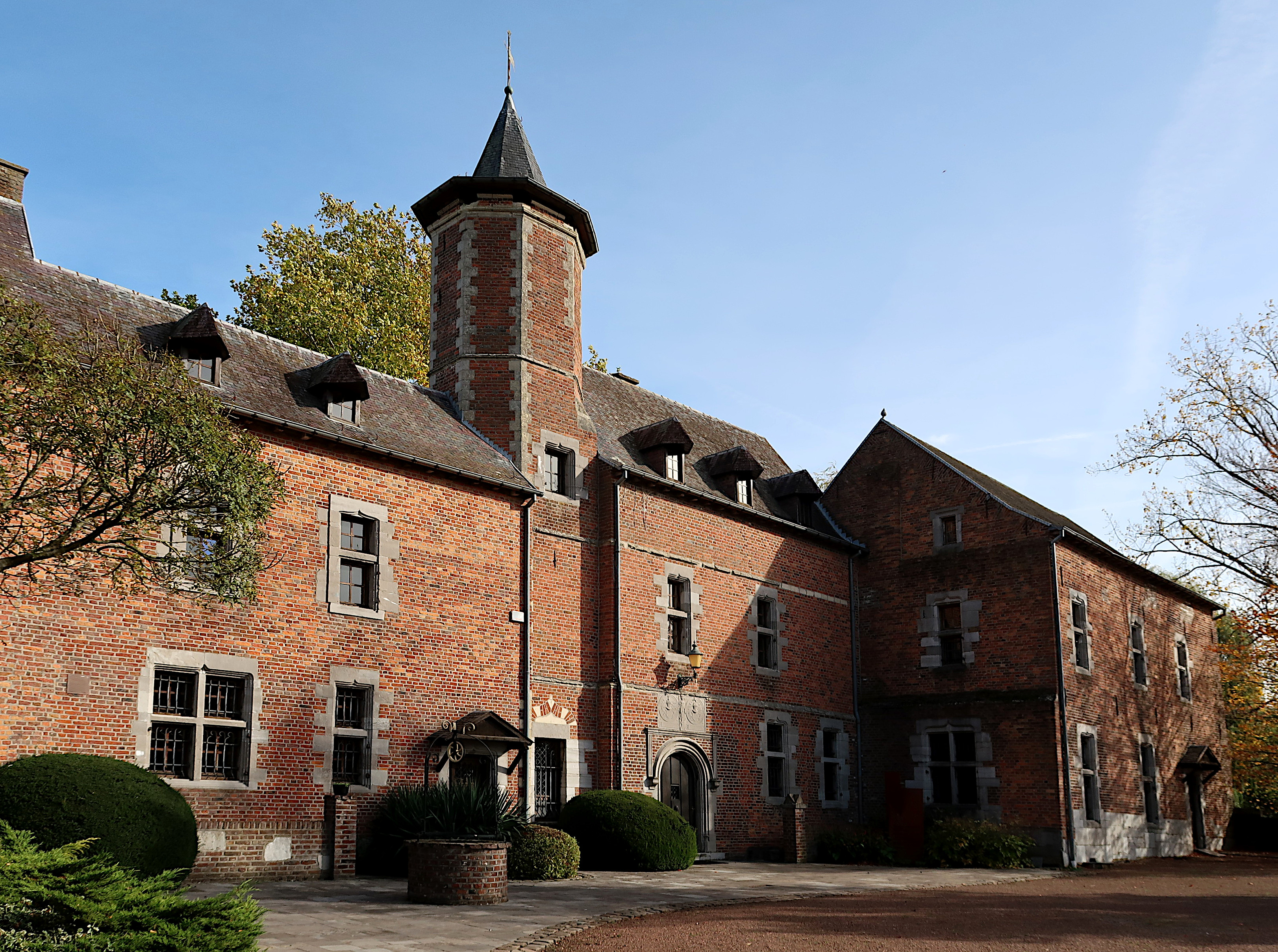
Het kasteel van Gruitrode

De Commanderij van Gruitrode is belangrijk cultuurhistorisch erfgoed in Gruitrode, in de gemeente Oudsbergen, in het noorden van Belgisch-Limburg. De commanderij was tot 1801 een van de twaalf commanderijen binnen de balije Biesen van de Duitse Orde en was daarmee onderhorig aan de landcommandeur te Alden Biesen. De commanderij fungeerde als tussenstop naar de Rijksheerlijkheid Gemert, richting 's-Hertogenbosch.

## Ligging
Het middeleeuwse kasteel betrof een prachtige waterburcht waarvan de grachten gevoed werden door de Itterbeek met aansluitend een pachthoeve. Het belang van de commanderij blijkt o.a. uit het feit dat er in Gruitrode munten werden geslagen. Gruitrode groeide uit tot een belangrijk regionaal handelscentrum.
De commanderij ligt in de Belgische deelgemeente Gruitrode in de provincie Limburg. De commanderij bestond uit een door een gracht gescheiden kasteel en een vierkantshoeve.

## Geschiedenis

### Roeterhof ten tijde van het Graafschap Loon

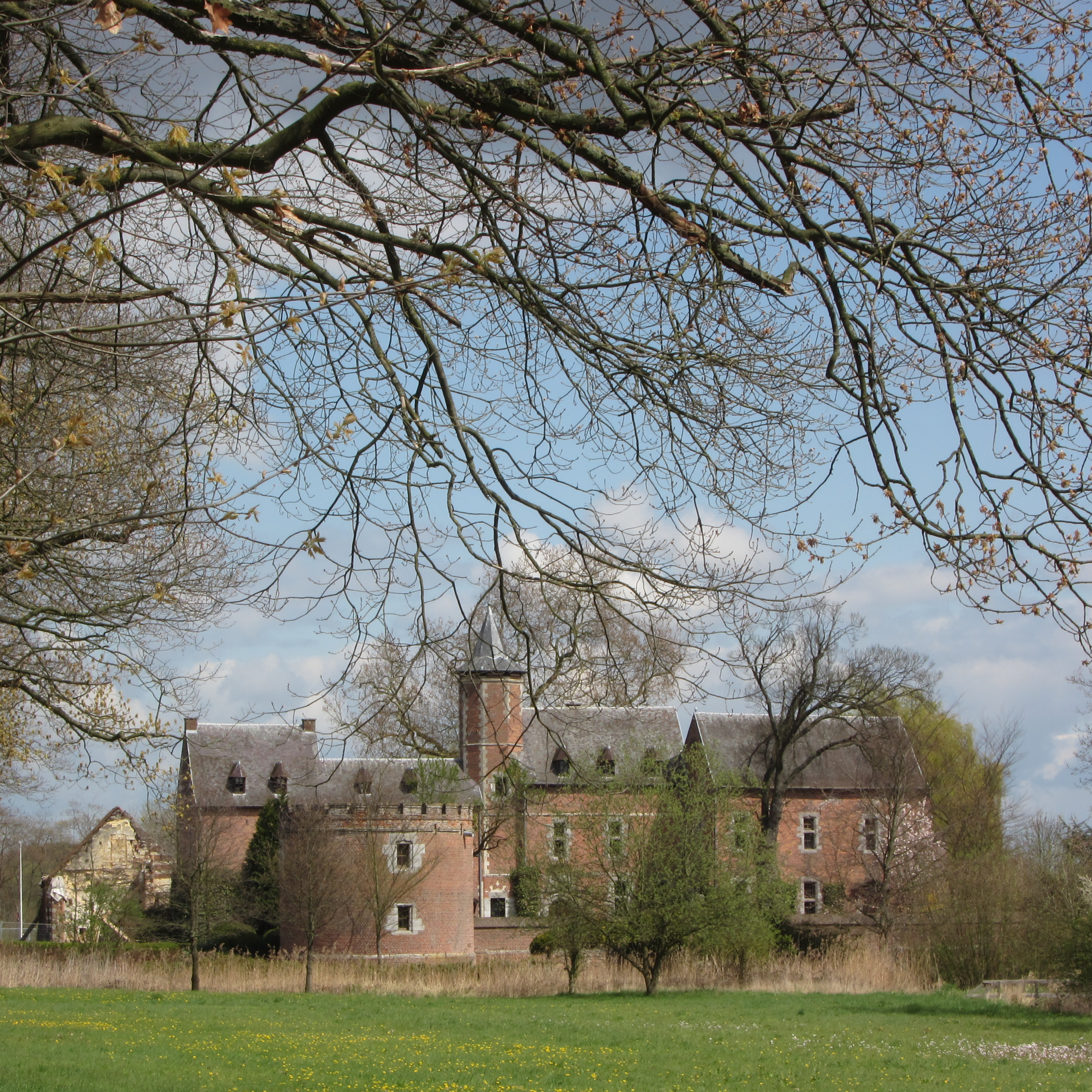
Commanderij nu (2012)

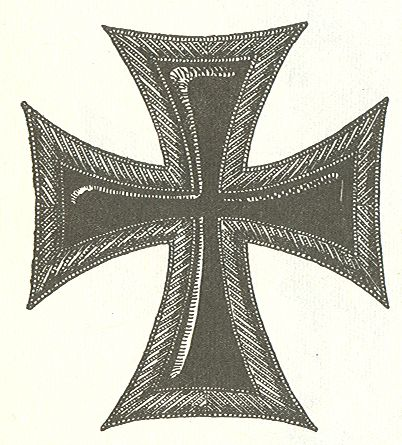
Borstkruis van de Duitse Orde

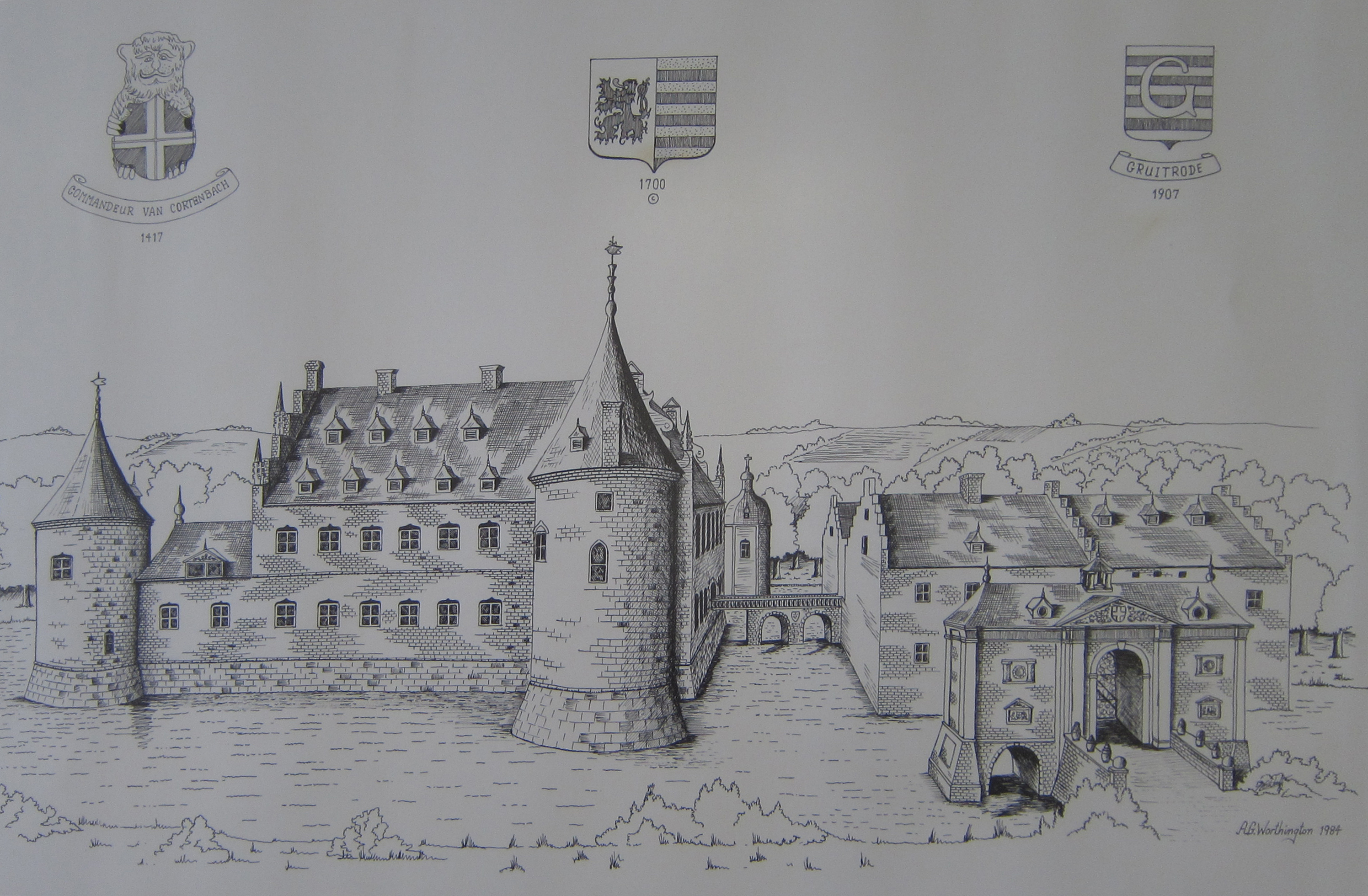
Commanderij vroeger

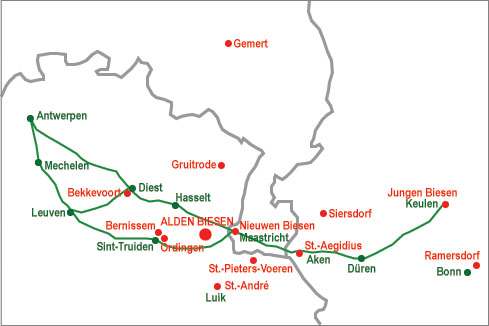
Alden Biesen en zijn 12 onderhorige commanderijen in 1700

Al in de tijd van het graafschap Loon stond hier een kasteel: het Roeterhof of (ook: Hof Roethem). De restanten van dit Roeterhof zitten vandaag in de bodem van de binnenkoer van het huidige kasteel.
In 1346 werd Gruitrode met huys, hof en dorp door Diederik van Heinsberg, die graaf was van Loon, in leen overgedragen aan Walram van Gulik, die bisschop was van het Aartsbisdom Keulen.

### 570 jaar Duitse Ridderorde
In 1416 werd er melding gemaakt van de aankoop van het domein door de landcommandeur van Alden Biezen, Ivan van Cortenbach. Deze liet in 1424 de kerk van Gruitrode bouwen. In 1432 kwam de leenplicht te vervallen.
De gebouwen werden in 1485 vernield als gevolg van een conflict tussen de families Marck en Arenberg. De huidige gebouwen in Maaslandse renaissancestijl zijn gebouwd tussen 1485 en 1568. In dat jaar begon de Tachtigjarige Oorlog en trachtte Willem van Oranje, via een oversteek van de Maas bij Stokkem, Maastricht te veroveren. Dit mislukte echter waarop de prinselijke troepen zich via de Geuzenbaan terugtrokken, de confrontatie met de Ridders van de Duitse Orde vermijdend.
Tot de Napoleontische tijd bleef het goed in het bezit van de Ridders van de Duitse Orde, die het bezit steeds uitbreidden en rijkdom verwierven. Destijds was er een muntslagerij en een brouwerij van deze orde gevestigd. In 1801 hief Napoleon de religieuze bezittingen op en werden ze geleidelijk aan verkocht aan particulieren. Krachtens artikel 4 van het Verdrag van Schönbrunn (1809) vielen al de vroegere bezittingen van de Duitse Orde toe aan de bestaande vorstendommen en verviel de exemptie.

### Landcommandeurs
- Ivan van Cortenbach
- Van der Straeten
- Van der Dussen
- Sombreffe
- Heren van Arenburch
- Strijthagen
- Winand van Breyel
- Johan van Ghoer

### Commandeurs
- na 1549, op 17 januari  1551[1] Willem van Groesbeek; broer van Gerard van Groesbeek[2][3]
- Hendrik van Ruischenberg
- 1598 Edmond Huyn van Amstenrade
- Johan van Eynatten
- Willem van Cortenbach
- Johan Herman Spies von Büllesheim
- -1683 Johan Adriaan van Bylandt
- 1667-1683 Hendrik van Wassenaar Warmond
- Markies de Croix
- 1753 Franz Johann von Reischach
- 1762-1766 Caspar Anton von Belderbusch

### Post-Napoleon
- In 1801 werd de commanderij verkocht aan Robert de Selys-Fanson uit Opoeteren.
- Korte tijd later werd ze doorverkocht aan de familie Starre- Pullinckx, een brouwersfamilie uit Maastricht.
- Omstreeks 1850 werd ze verkocht aan de familie De Naveaux, die de commanderij tot 1949 in bezit had.
- Vanaf 1949 kwam de boerderij in bezit van de familie Lipkens. Het kasteel werd gekocht door de Heer Jean Kristus uit Bree, die er in zijn jeugdjaren woonde. Na zijn overlijden werd het in 1966 verkocht aan Dokter Berghs uit Maaseik, die de eerste restauraties aanvatte. Op zijn beurt werd het kasteel en boerderij in 1988 gekocht door de heer Mommers uit Nederland, die echter kort daarna verongelukte. Tot 1995 heeft de heer Janosch Frolian uit Duitsland het kasteelgedeelte gerenoveerd en niet gerestaureerd, gezien hij weinig rekening hield met de authenticiteit van het historisch geheel.
- Daarna is het kasteel herhaaldelijk in andere handen overgegaan, het laatst in 2003 naar de familie Van Megchelen, die de vierkantshoeve doorverkocht aan de familie Beckx.
- In 2006 startte men met de instandhouding van de beschermde vierkantshoeve. De tiendeschuur werd in 2010 volledig vernieuwd. Dan komen de ingangspoort, de stallingen en het brouwerijgebouw aan de beurt. Daarvoor wordt een nieuw dossier voorbereid door de ontwerper in samenwerking met de dienst Ruimte en Erfgoed Limburg aangezien het om een beschermd monument gaat.

### Recente ontwikkelingen
In augustus 2012 schonk de familie Van Megchelen de commanderij aan de gemeente Meeuwen-Gruitrode, die het kasteel daardoor voor 100 jaar in erfpacht heeft verworven. Het cultuurhistorisch erfgoed zal dienstdoen als toeristische toegangspoort tot het natuurgebied de Duinengordel met mogelijk horecavoorzieningen en erfgoedlogies. De familie Becx blijft eigenaar van de boerderijhoeve, inclusief de tiendeschuur.
Eind juni 2015 raakte bekend dat de NV Kasteel Commanderij Gruitrode en de familie van Megchelen het kasteel en de gronden aan de gemeente Meeuwen-Gruitrode verkoopt voor 10 000 euro waardoor de lopende erfpacht vervalt. Het kasteel krijgt als bestemming: onthaalpoort van het Duinengordelproject waardoor het geheel een cultuurhistorische en toeristische invulling krijgt. De Commanderij wordt een van de toegangspoorten tot het Nationaal Park Hoge Kempen.
Eind februari 2024 raakte bekend dat er ongeveer 12 miljoen euro vrijkomt voor de restauratie. Men stelde toen de plannen voor het geheel voor. De te restaureren hoeve wordt ingevuld met een toeristisch onthaal, verschillende multifunctionele ruimtes en horeca. Achter de hoeve komt een polyvalente ruimte voor 350 personen met horeca. De tuin wordt heraangelegd, het park krijgt een nieuwe toegangsweg met een fiets- en wandelpad. 

## Galerij

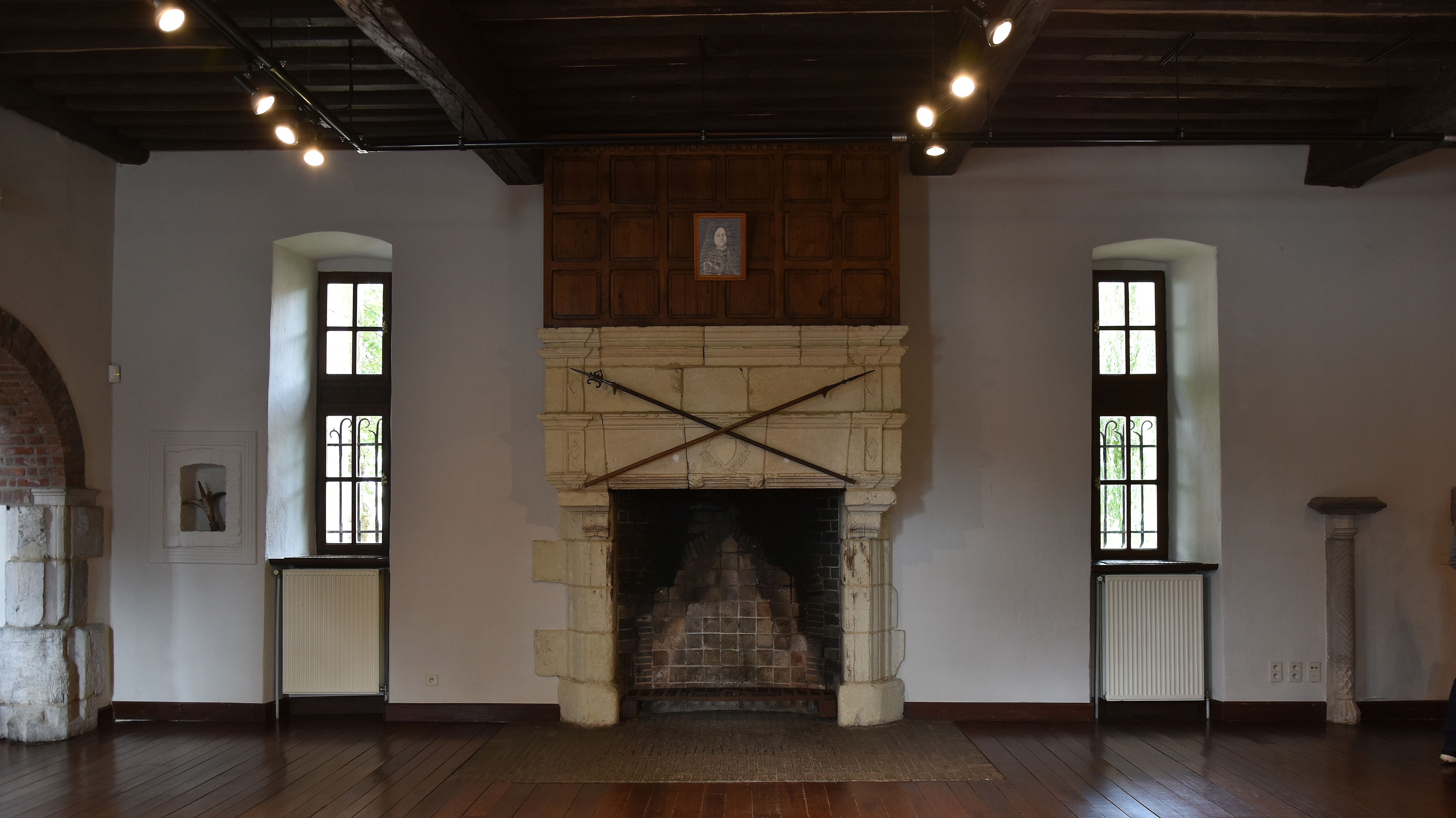
Een van de kamers
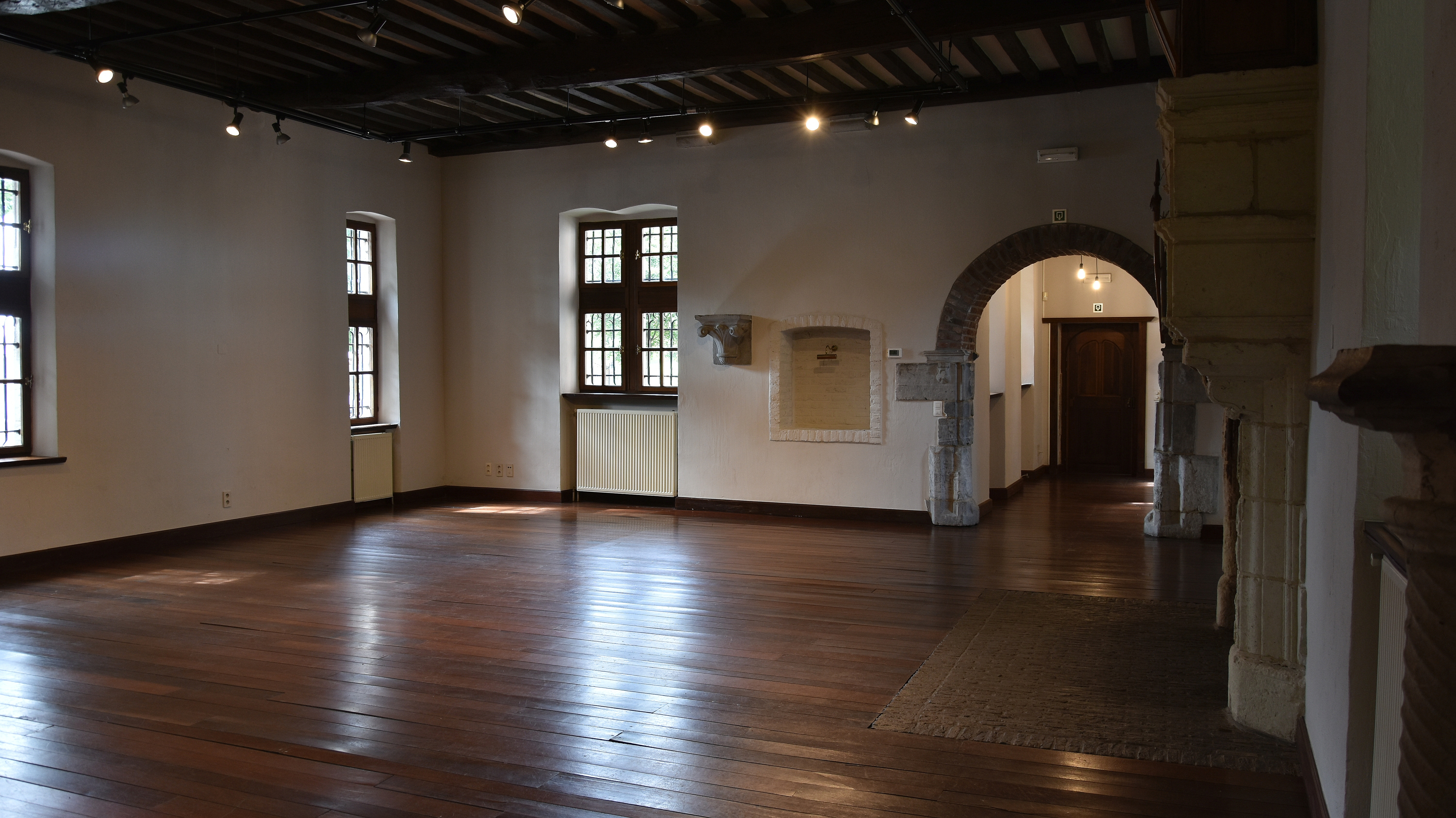
Dezelfde kamer met zicht op het portaal
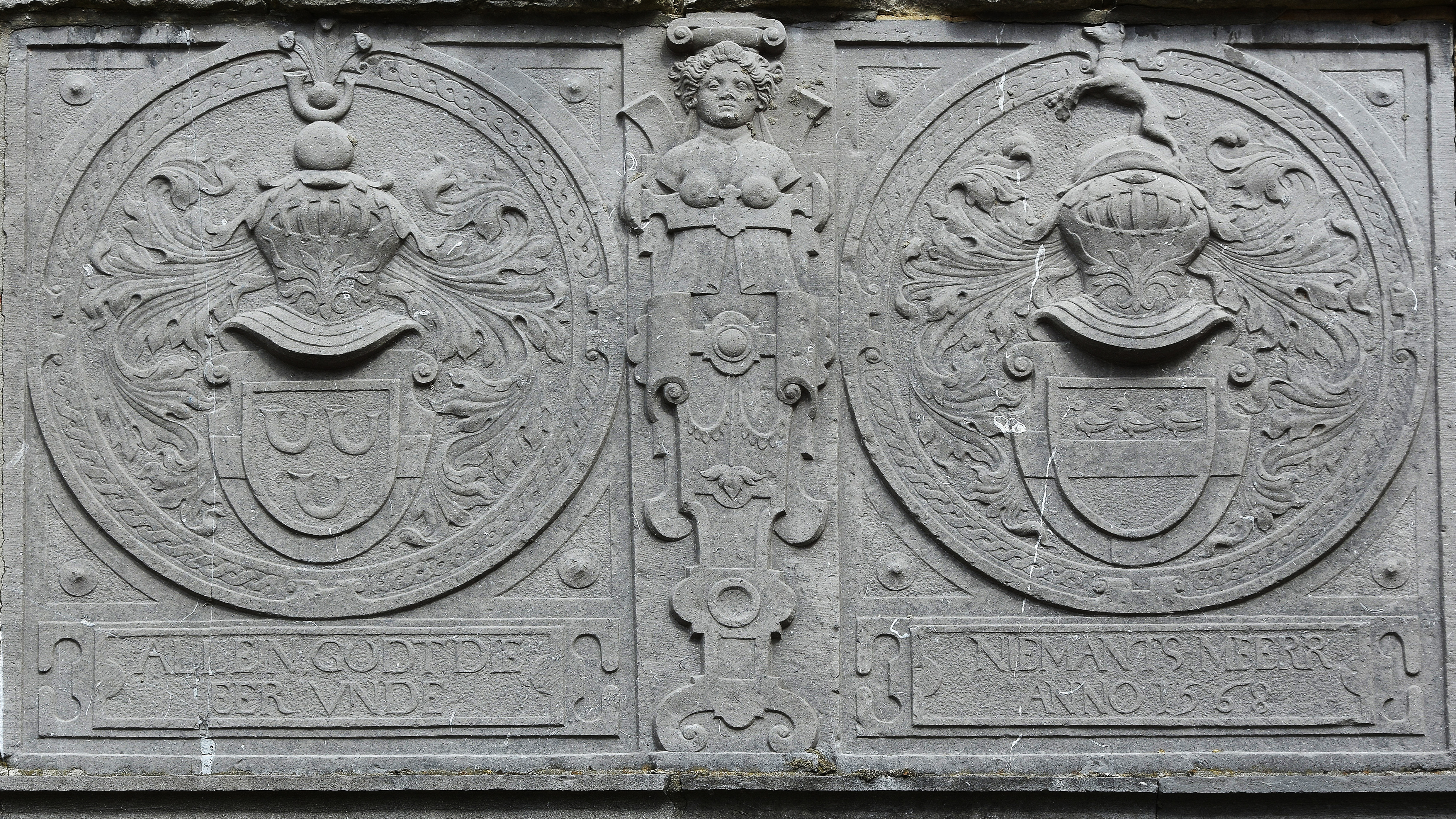
Het blazoen boven het portaal
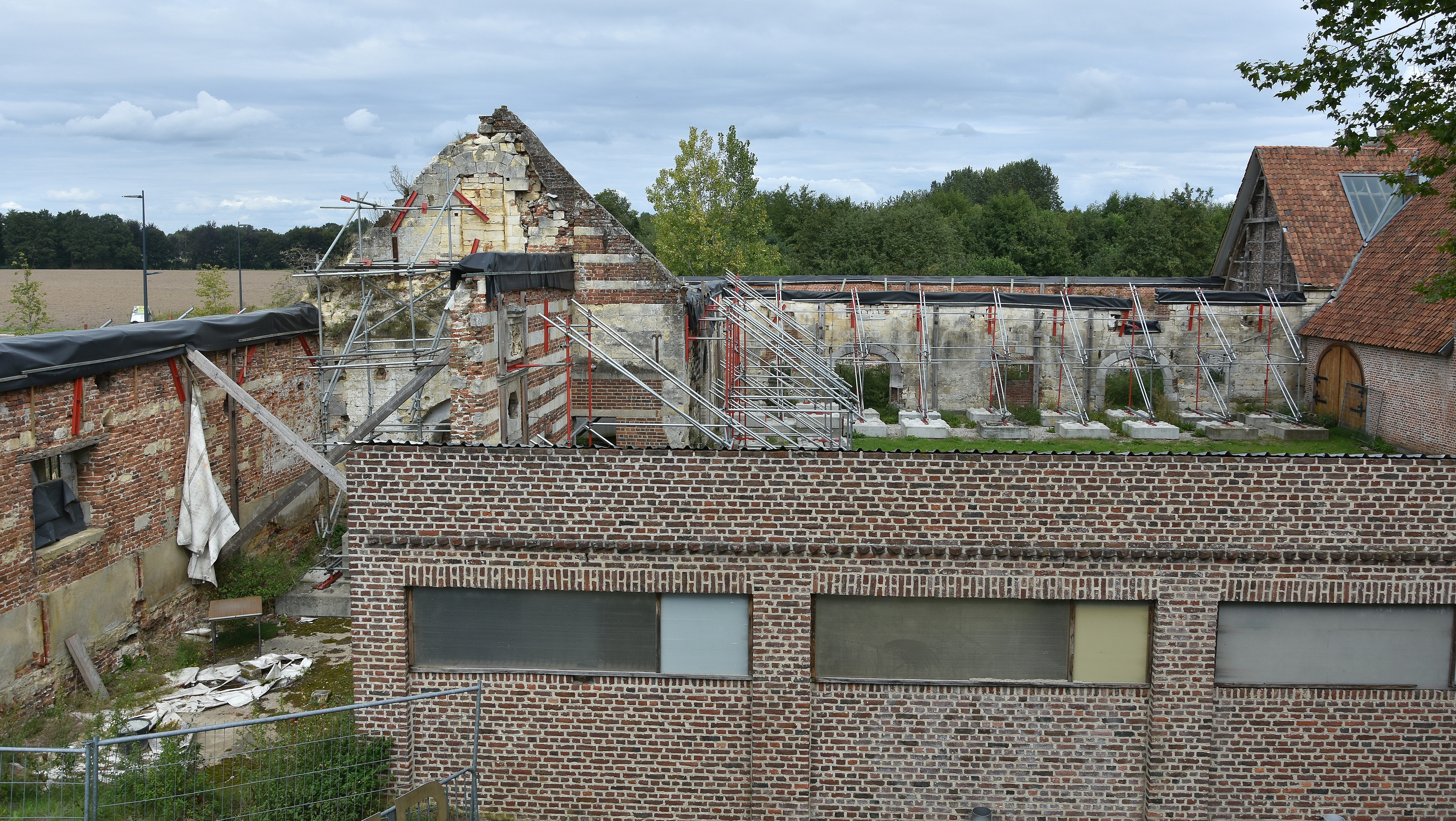
De vierkantshoeve
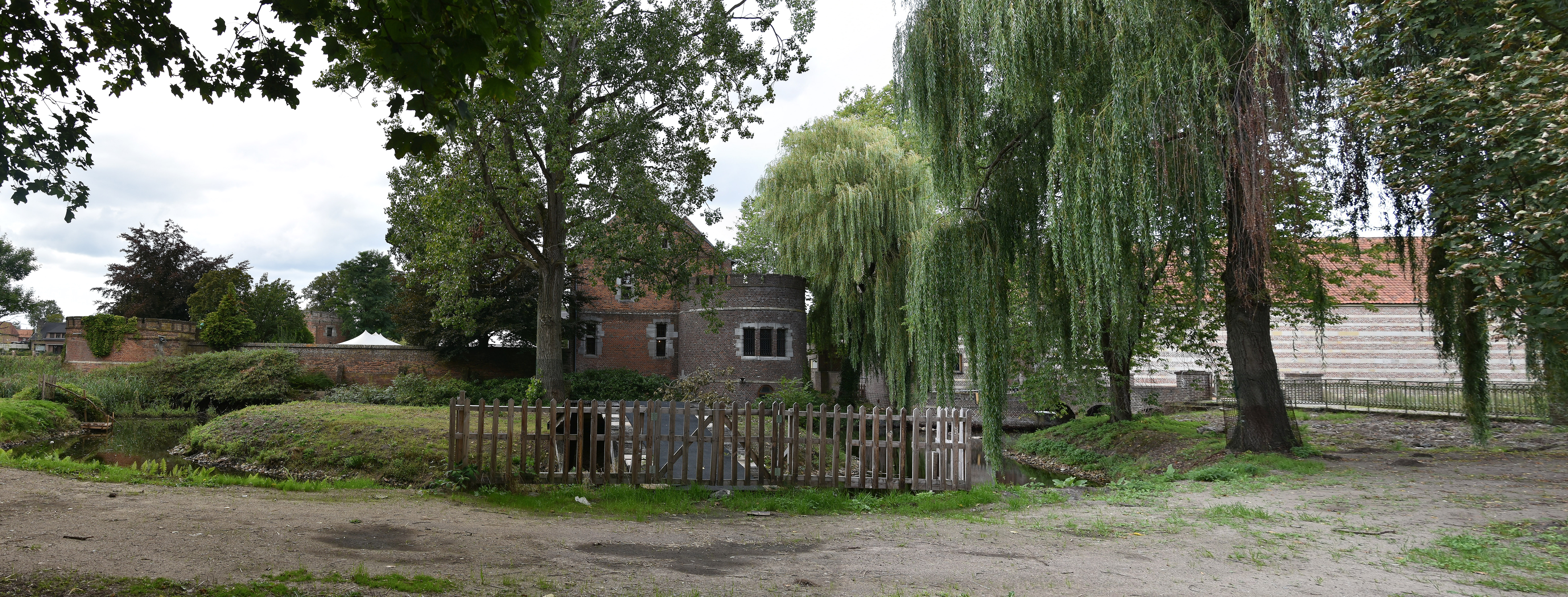
De zuidoostzijde - de oude hoofdtoegang tot de commanderij
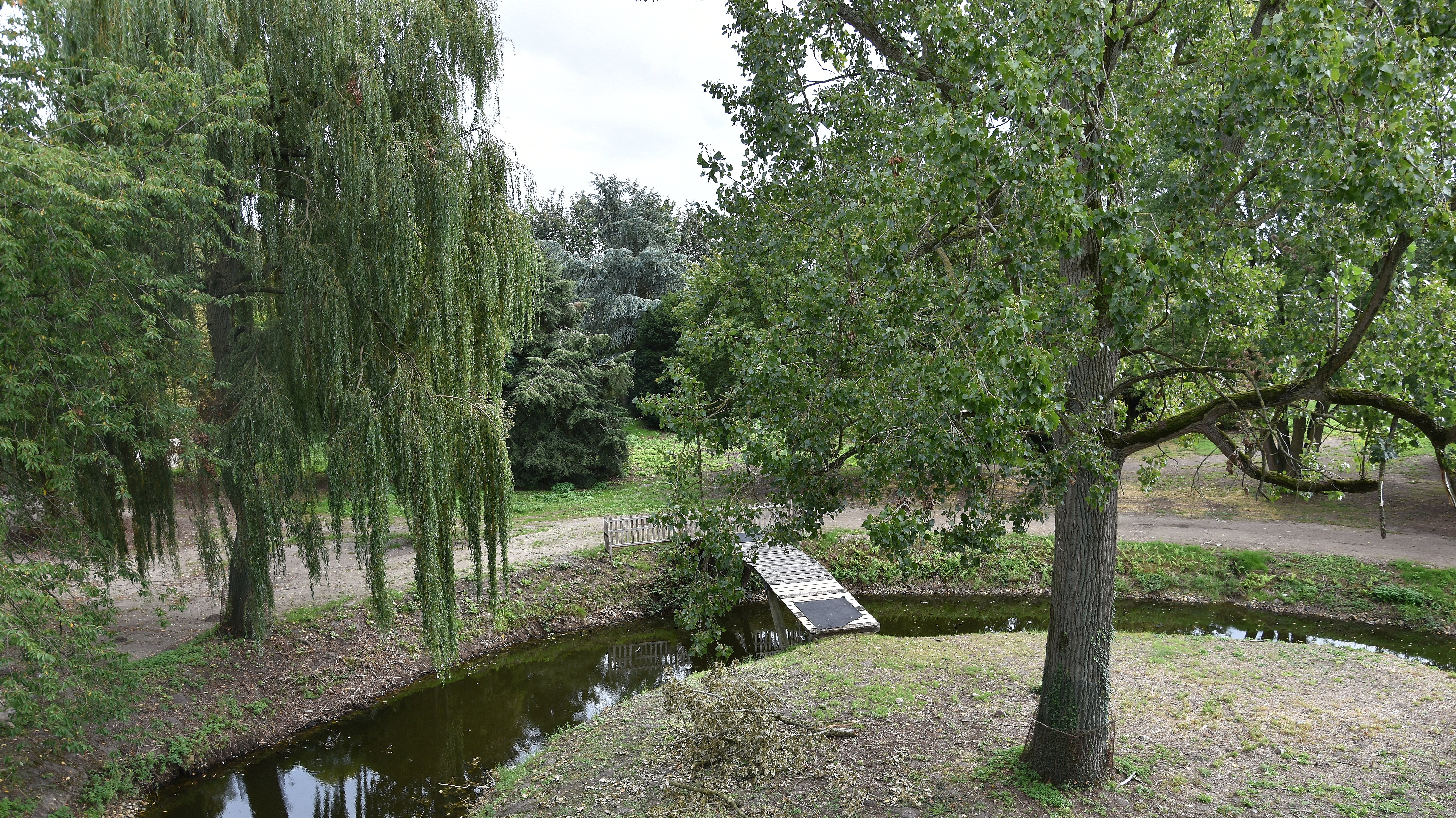
De zuidoostzijde